# Franziskanerkloster Wiedenbrück

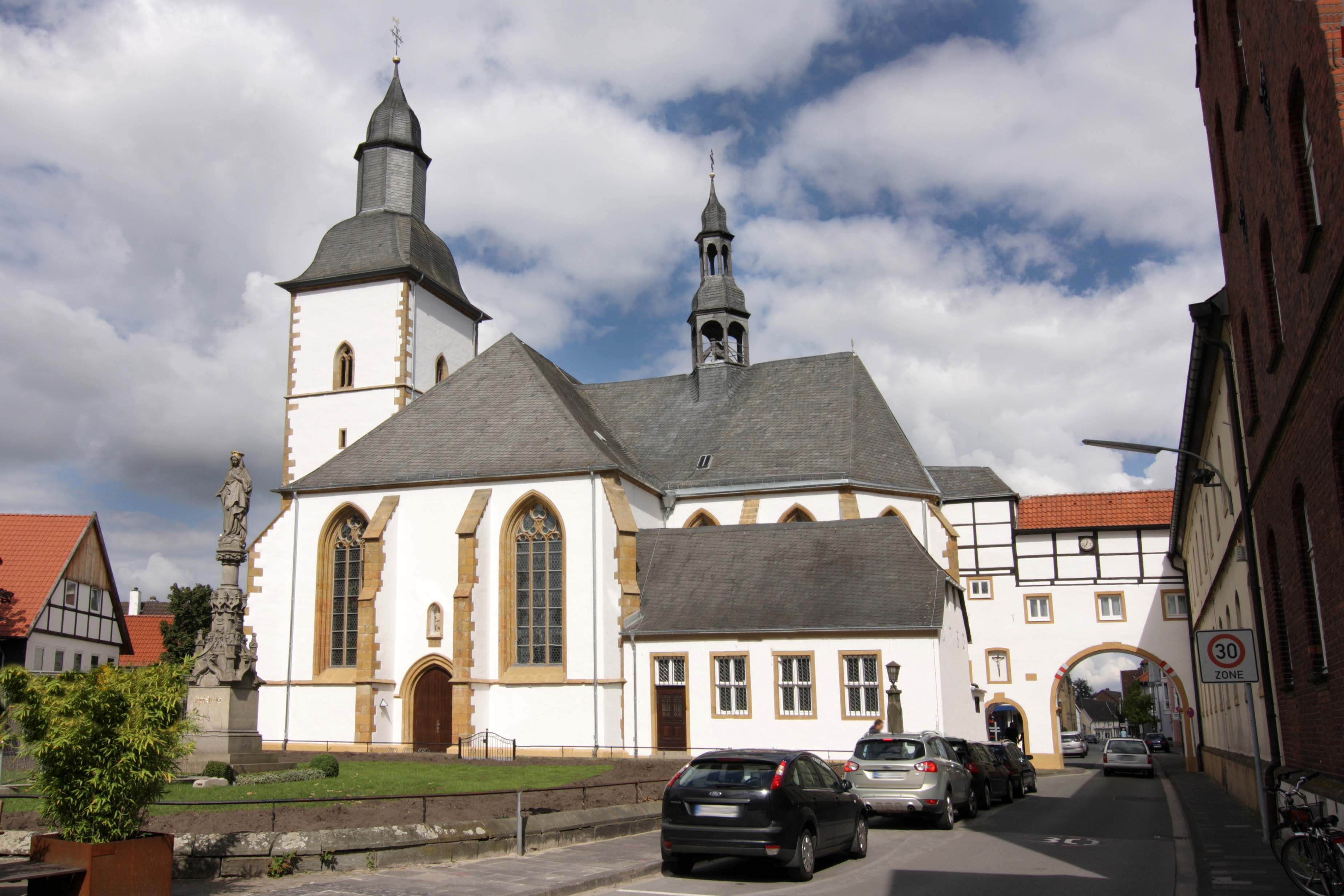
St. Marien mit Marienstatue. Rechts das Franziskanerkloster

Das Franziskanerkloster Wiedenbrück ist ein im Jahr 1644 begründetes Kloster des Franziskanerordens im Stadtteil Wiedenbrück der ostwestfälischen Stadt Rheda-Wiedenbrück in Nordrhein-Westfalen. Über den begehbaren Klosterbogen ist es mit der Marienkirche verbunden. Es bestand bis 2020. Heute gehört die Klosteranlage der Gemeinnützigen Genossenschaft Kloster Wiedenbrück eG.

## Geschichte

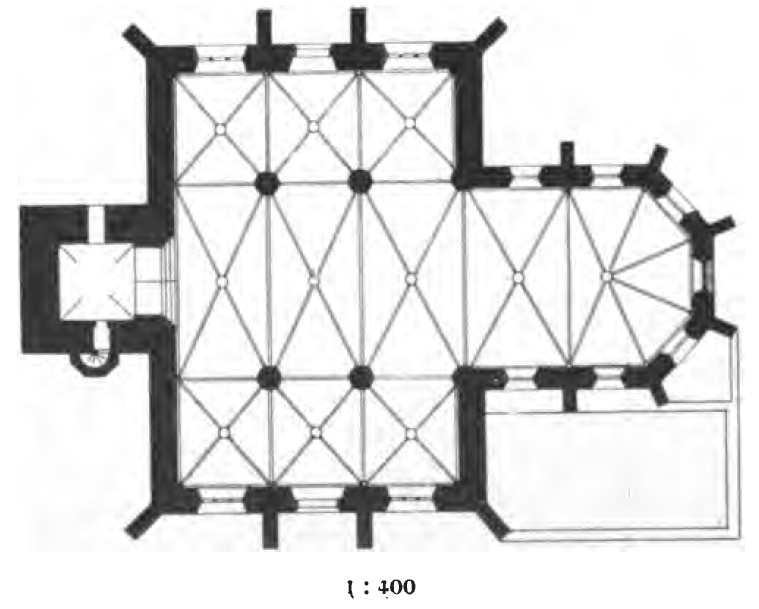
Grundriss der Marienkirche

Im Jahr 1200 wurde in Wiedenbrück eine romanische Kirche mit dem Patrozinium der heiligen Ursula erbaut, am 7. Dezember 1470 wurde hier die heutige Marienkirche geweiht. Dieser gegenüberliegend wurde im Jahr 1644 durch den Fürstbischof von Osnabrück, Franz Wilhelm Graf von Wartenberg ein Wohnhaus aufgekauft und darin das Kloster gegründet. Im Jahr darauf wurde über die Straße ein Verbindungsbogen zur Kirche erbaut. Der Bischof führte selbst am 13. Juni 1644 die Franziskaner in Wiedenbrück ein. Am 20. November 1645 wurde die Klostergründung durch Papst Innozenz X. bestätigt, am 17. September 1647 wurde die Niederlassung zum Konvent erhoben; er gehörte zur Sächsischen Franziskanerprovinz vom Hl. Kreuz (Saxonia). Nachdem Wiedenbrück noch 1647, gegen Ende des Dreißigjährigen Krieges, von den Schweden erobert wurde, übernahmen die Franziskaner schon bald nach 1650 die Betreuung des Gnadenbildes der schmerzhaften Mutter in der Marienkirche und der Wallfahrer sowie seelsorgerische Arbeit mit Predigt und Beichtseelsorge in der Stadt und der Umgebung sowie im Wiedenbrücker Annuntiatinnenkloster. Die Franziskaner unterrichteten die Kinder der in Wiedenbrück lebenden Garnisonssoldaten. Außerdem wurde das Kloster in Wiedenbrück zu einem der Studienhäuser der Provinz Saxonia für die philosophischen Studien des Ordensnachwuchses. 1663 nahmen die Franziskaner die bis heute anhaltende Tradition der Wiedenbrücker Kreuztracht auf; 1714 genehmigte der Osnabrücker Generalvikar die öffentliche Prozession zum Bild der Mater dolorosa in der Marienkirche im Rahmen der Wallfahrt. Im Jahr 1667 wurde der Grundstein zum Klosterneubau gelegt; der Bau wurde aber durch einen Stadtbrand im Jahr 1685 verzögert.
Als 1700 die Stadt Rheda von Münster besetzt wurde, übernahmen die Franziskaner bis zum Ende der Besatzung 1785 die Seelsorge für die dortigen katholischen Soldaten, da im reformierten Rheda keine katholischen Seelsorger geduldet wurden. Ab 1785 waren sie auch offizielle Seelsorger der gesamten Pfarrei von Rheda. Im Jahr 1715 wurde der Chorraum der Marienkirche erweitert, ein Jahr später ist der erste Bauabschnitt des Klosters vollendet. Im Jahr 1730 wurde eine Sakristei sowie eine Kapelle an die Marienkirche angebaut, die heute als Beichtkapelle dient. 1781 wurde der Kirchturm der Marienkirche, der bislang einen barocken Helm trug, aus dem alten Dachstuhl des ehemaligen Siechenhauses von Wiedenbrück zu seiner heutigen Form umgebaut. Nach dem Abzug der münsterischen Soldaten unterstützten die Franziskaner die Etablierung einer eigenen katholischen Gemeinde in Rheda.
Aufgrund des Reichsdeputationshauptschlusses in Regensburg am 25. Februar 1803 ging der gesamte Besitz der Klöster, Stifte und Abteien auf die jeweiligen Landesherren über, die meisten Klöster in Bayern und Norddeutschland wurden aufgelöst. Der Wiedenbrücker Konvent gehörte zu den wenigen, die bestehen bleiben konnten. 1826 erlaubte der preußische König Friedrich Wilhelm III. den dauerhaften Fortbestand von Klöstern der Saxonia, neben Wiedenbrück auch Warendorf und Rietberg und seit 1817 bereits Dorsten und Paderborn. 1842 war das Kloster in Wiedenbrück der Tagungsort für das erste  Provinzkapitel der Saxonia sei7 1829. Nachdem Friedrich Wilhelm IV., König von Preußen, sich am 24. August 1842 in Wiedenbrück aufhielt und es dem Guardian des Klosters möglich war, bei ihm für das Kloster zu bitten, gestattete der König 1843 die Aufnahme neuer Novizen, für die ab 1844 das Kloster in Warendorf als Noviziatshaus bestimmt wurde. 1854 werden die philosophischen Studien wiederaufgenommen.
Infolge des Preußischen Kulturkampfes mussten die Franziskaner im September 1875 das Kloster verlassen. Die meisten Wiedenbrücker Franziskaner gingen nach Brunssum in den Niederlanden, einige auch in die Zweigstelle der Saxonia in Nordamerika. Erst im Oktober 1887 konnten die Franziskaner in das Kloster zurückkehren und wurden von der Bevölkerung begeistert empfangen. Sie übernehmen in der Folge die Schriftleitung des „Antoniusboten“ sowie die Zentrale des Franziskaner-Missionsvereines.
1892 wurde der heutige rote Backsteinbau an der Mönchstraße errichtet, 1898 folgte der Anbau des Flügels zum Nonnenwall, des heutigen Franziskushauses. Im Ersten Weltkrieg befand sich zeitweise ein Lazarett in den Räumen des Klosters. Ab 1527 hatte die Missions-Verkehrs-Arbeitsgemeinschaft (MIVA) ihren Sitz im Kloster.
Im Zweiten Weltkrieg waren der Ostflügel des Klosters und das Refektorium beschlagnahmt; bis 1941 war hier eine Sanitätseinheit untergebracht, danach waren 50 Nachrichtenhelferinnen einquartiert; die Wallfahrten waren von 1940 bis 1945 verboten. Nach dem Krieg wurde 1948 ein Fußgängerdurchgang durch den Klosterbogen geschaffen. 1949 wurde die Klosterpforte umgestaltet. 1979–1986 erfolgten umfangreiche Renovierungsarbeiten an der Klosterkirche, 1981–1983 wurde das gesamte Kloster renoviert und die Klosterpforte in den heutigen Zustand versetzt.
Ab 1995 wurde der Flügel am Nonnenwall auf Beschluss des Provinzkapitels als Jugendgästehaus der Franziskaner umgestaltet, 1996 begann der Umbau des Franziskushauses, der bis 2002 dauerte.
Am 1. Juli 2010 schlossen sich alle deutschen Franziskaner zur „Deutschen Franziskanerprovinz von der heiligen Elisabeth“ zusammen. Das bundesweite Noviziat, in dem die neu eingetretenen Ordensleute die ersten Jahre verbringen, befand sich von 2006 bis 2017 im Kloster in Wiedenbrück.
Im Sommer 2020 gaben die Franziskaner das Kloster wegen Nachwuchsmangels auf und verließen Wiedenbrück. Eine am 20. Januar 2020 gegründete gemeinnützige Genossenschaft Kloster Wiedenbrück eG übernahm die Gebäude, um sie für bürgerschaftliche, spirituelle und kulturelle Begegnungen in der Tradition der Franziskaner zu öffnen.